# 保尔·W·爱华德
保尔·W·爱华德（英語：Paul W. Ewald，1953年—）是一位美国演化生物学家，前阿默斯特學院教授，现任职于路易斯維爾大學，专攻進化醫學等领域，主要作品有《传染性疾病的演化》（Evolution of Infectious Disease）、《瘟疫时代：新的疾病細菌理論》（Plague Time: The New Germ Theory of Disease）等。